# Cercle de Kreisau

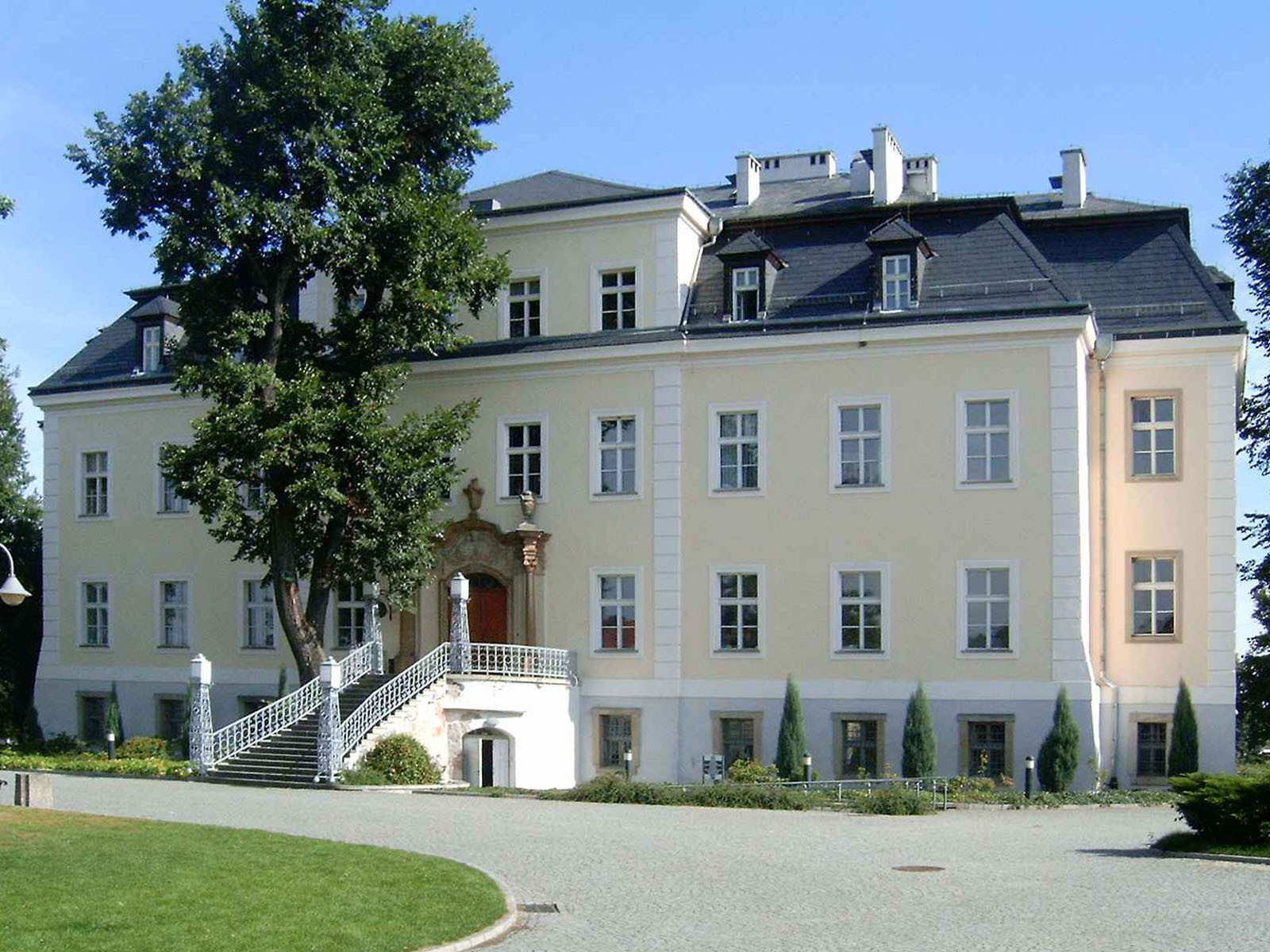
Château de la famille Moltke à Kreisau.

Le cercle de Kreisau (en allemand : Kreisauer Kreis) a été l'un des éléments de la résistance allemande au nazisme. Il provient du nom du château de Kreisau de la famille von Moltke en Silésie (aujourd'hui Krzyżowa). Ce cercle fut actif de 1938 à 1944. Le nom « cercle de Kreisau » a été donné a posteriori par la Gestapo et n'a pas été utilisé par ses membres.

## Origines
Le cercle de Kreisau a été créé en 1938 par Helmuth James von Moltke et Peter Graf Yorck von Wartenburg. Il s'agissait d'un cercle de réflexion et de discussion non-violent qui s'attachait à préparer l'après-nazisme, notamment au niveau constitutionnel. Les membres du cercle de Kreisau étaient issus de milieux très variés : conservateurs, sociaux-démocrates, syndicalistes, religieux, intellectuels, etc. Malgré le désir de non violence qui guidait le cercle, ses membres s'associèrent à la résistance militaire allemande au cours de l'opération Walkyrie menée par Claus von Stauffenberg et les groupes proches de Carl Friedrich Goerdeler. De manière générale, le cercle de Kreisau essaya de se rapprocher de nombreux mouvements de résistance allemands tout au long de son existence. L'échec de l'opération Walkyrie entraîna l'arrestation de la plupart des membres du cercle.

## Membres principaux
Les principaux membres du Cercle de Kreisau sont :
- le comte Helmuth James von Moltke (avocat). Exécuté le 23 janvier 1945.
- le comte Peter Yorck von Wartenburg (haut fonctionnaire). Exécuté le 8 août 1944.
- Adam von Trott zu Solz (juriste ouvert sur l'international, fonctionnaire au ministère des Affaires étrangères). Exécuté le 26 août 1944.
- Hans-Bernd von Haeften (juriste, très haut fonctionnaire au ministère des Affaires étrangères). Exécuté le 15 août 1944.
- Julius Leber (ancien député social-démocrate). Exécuté le 5 janvier 1945.
- Theodor Haubach (philosophe socialiste ?). Exécuté le 23 janvier 1945.
- Carlo Mierendorff (ancien député social-démocrate SPD). Mort en décembre 1943 lors d'un bombardement allié à Leipzig.
- Adolf Reichwein (professeur d'histoire social-démocrate). Exécuté le 20 octobre 1944.
- Otto Heinrich von der Gablentz (de). Proche du socialisme religieux. En contact avec la résistance norvégienne. La Gestapo ignore sa participation au putsch du 20 juillet 1944. Il a survécu à la guerre.
- Carl Dietrich von Trotha (de) (haut fonctionnaire au ministère de l'Économie). Il a échappé à la Gestapo et survécu au régime nazi.
- Horst von Einsiedel (membre du SPD). Destin terrible : s'il échappa à la Gestapo, il sera arrêté en 1945 par les Soviétiques et mourra en 1948 dans l'ex-camp de concentration nazi de Sachsenhausen, alors utilisé par les Soviétiques.
- Theodor Steltzer (en) (haut fonctionnaire de la république de Weimar). En 1940, ayant un haut poste militaire dans la Norvège occupée, où entra en contact avec la résistance norvégienne. Il survécut à la guerre.
- Harald Poelchau (aumônier de prison influencé par le socialisme religieux). Il ne fut pas démasqué par la Gestapo après le 20 juillet 1944.
- Hans Peters (professeur de droit et politique à Berlin). Son appartenance au Cercle de Kreisau ne fut pas découverte par la Gestapo et il survécut.
- Alfred Delp (jésuite, prêtre à Munich, fut rédacteur de la revue catholique Stimmen der Zeit jusqu'à son interdiction en 1941). Arrêté en juillet 1944 et exécuté le 2 février 1945.
- Lothar König (en) (jésuite). Après le 20 juillet 1944, se cacha dans la cave à charbon du collège de jésuites Berchman jusqu'à la fin de la guerre.
- Augustin Rösch (provincial des jésuites responsable du sud de l'Allemagne). Arrêté par les nazis le 11 janvier 1945, mais pas tué.
- Paulus van Husen (de) (juriste et important homme politique du parti centriste en Silésie). Arrêté en août 1944, mais libéré par les troupes soviétiques.
- Hans Lukaschek (important homme politique centriste de Silésie, était le membre le plus âgé du cercle de Kreisau). Arrêté le 20 juillet 1944, il est libéré peu avant la fin de la guerre.
- Eugen Gerstenmaier (membre du bureau des relations ecclésiastiques internationales). Arrêté par les nazis en 1944 mais libéré par les troupes américaines.
- le comte Gottfried von Bismarck-Schönhausen, pourtant membre du parti nazi au Reichstag et officier SS.

## Sources